# Lago Table Rock
Il lago Table Rock è un lago artificiale o bacino situato nella regione degli Ozark, nel Missouri sud-occidentale e nell'Arkansas nord-occidentale, negli Stati Uniti d'America. Progettato, costruito e gestito dal United States Army Corps of Engineers, il lago è chiuso dalla diga Table Rock (situata alle coordinate 36.595374°N 93.311137°W), che fu costruita dal 1954 al 1958 sul White River.
Il lago è un'attrazione popolare della città di Branson, in Missouri, e della vicina città di Shell Knob. Vi sono diversi porti turistici lungo il lago, e il Table Rock State Park si trova sul lato orientale, a nord e sud della diga di Table Rock. A valle della diga, il Dipartimento di Conservazione del Missouri gestisce un centro di itticoltura, utilizzato per allevare trote nel lago Taneycomo, che inizia immediatamente a valle della diga. Le acque calde rilasciate dalla diga creano un ambiente ideale per la pesca alla trota nel lago.
Il lago prende il nome da una formazione di roccia che assomiglia ad una tavola, situata nella piccola comunità di Table Rock, nel Missouri, sulla Highway 165 a circa 3 km a valle della diga.

## Temperature del lago
La temperatura del lago varia secondo la stagione:
- Primavera: 25 °C
- Estate: 32 °C
- Autunno: 28 °C
- Inverno: 8 °C